# Marek Hovorka (Eishockeyspieler)
Marek Hovorka (* 8. Oktober 1984 in Dubnica nad Váhom, Tschechoslowakei) ist ein slowakischer Eishockeyspieler, der seit Juni 2020 bei JKH GKS Jastrzębie aus der Polska Hokej Liga unter Vertrag steht.

## Karriere
Marek Hovorka begann seine Karriere als Eishockeyspieler beim MHC Martin, für dessen Profimannschaft er in der Saison 2003/04 sein Debüt in der slowakischen Extraliga gab. Anschließend verbrachte der Center vier Jahre bei dessen Ligarivalen MHk 32 Liptovský Mikuláš, wobei er die Saison 2007/08 beim HC Slovan Ústečtí Lvi in der tschechischen Extraliga beendete, aus der er mit seiner Mannschaft am Ende der Spielzeit abstieg. Die Saison 2008/09 begann er bei seinem Ex-Klub MHC Martin in der slowakischen Extraliga und beendete sie beim mittlerweile in der tschechischen 1. Liga spielenden HC Slovan Ústečtí Lvi. Von 2009 bis 2011 spielte er weiterhin für Ústečtí Lvi in der 1. Liga, während er parallel für die tschechischen Extraliga-Teilnehmer BK Mladá Boleslav und HC Kladno auf dem Eis stand. 
Zur Saison 2011/12 wechselte Hovorka fest zum HC Kladno. In seiner ersten kompletten Spielzeit in der tschechischen Extraliga erzielte er in insgesamt 55 Spielen 33 Scorerpunkte, davon 15 Tore. Im Oktober 2012 wurde Hovorka vom HC Sparta Prag verpflichtet, der ihm im Mai 2013 an den HC Energie Karlovy Vary auslieh. Ein jahr später wechselte er zu den Piráti Chomutov, mit denen er seine zweite Meisterschaft der 1. Liga gewann und den Aufstieg in die tschechische Extraliga erreichte. Nach diesem Erfolg blieb er zunächst bei den Piraten, ehe er im Dezember 2015 an den HC Vítkovice Steel abgegeben wurde.
Ab 2016 spielte Hovorka wieder in seiner slowakischen Heimat, zunächst beim MsHK Žilina und ab Mai 2017 für den HC Košice. Von September bis Dezember 2018 stand er bei Admiral Wladiwostok in der Kontinentalen Hockey-Liga unter Vertrag. Danach wechselte er zum HC Pardubice und den Rytíři Kladno, womit er bis zum Sommer 2020 in der tschechischen Extraliga aktiv war. Im Sommer 2020 wechselte er zum polnischen Klub JKH GKS Jastrzębie.

### International
Für die Slowakei nahm Hovorka an der Weltmeisterschaft 2012 teil, bei der er mit seiner Mannschaft die Silbermedaille gewann. 
Weitere Einsätze folgten in der Saison 2017/18, als er sowohl an den Olympischen Winterspielen 2018 in Südkorea als auch an der Weltmeisterschaft in Dänemark teilnahm.

## Erfolge und Auszeichnungen
- 2011 Meister der 1. tschechischen Liga mit dem HC Slovan Ústečtí Lvi
- 2012 Silbermedaille bei der Weltmeisterschaft
- 2015 Meister der 1. tschechischen Liga und Aufstieg in die Extraliga mit den Piráti Chomutov

## Statistik
(Stand: Ende der Saison 2019/20)